# Confine tra Città del Vaticano e Italia
Il confine tra la Città del Vaticano e l'Italia descrive la linea di demarcazione tra questi due stati, avente una lunghezza di 3,2 km.
Stabilito dai Patti Lateranensi dell'11 febbraio 1929 e quindi dalla nascita della Città del Vaticano, il confine di stato è un confine esterno dell'Unione europea, ma, come altri microstati d’Europa, ha sottoscritto accordi che gli permettono di adoperare, ad esempio, la moneta comunitaria come valuta corrente, rendendo in tal modo ancora più sottile, per così dire, la demarcazione tra microstati e Stati membri. Grazie a trattati tra Italia e Città del Vaticano al confine non ci sono controlli doganali dato che è compreso nello spazio doganale italiano.
Il confine tra Città del Vaticano e Italia riguarda solo la città di Roma ed è il quarto più corto del pianeta.

## Storia

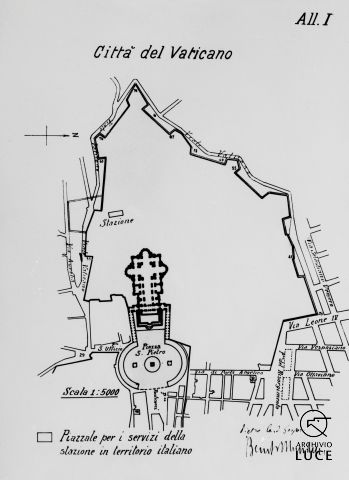
Allegato I° dei Patti Lateranensi

Il Vaticano non è esistito come Stato da quando nel 1870 lo Stato della Chiesa entrò a far parte del Regno d'Italia. La situazione si modificò solo alla firma dei Patti Lateranensi nel 1929, in cui fu prevista la costituzione dello Stato, come lo conosciamo oggi, di Città del Vaticano.
L'articolo 3 dei Patti Lateranensi stabilisce che "I confini di detta Città [del Vaticano] sono indicati nella Pianta che costituisce l'Allegato I° del presente Trattato, del quale forma parte integrante." Viene altresì precisato che piazza San Pietro, pur facendo parte della Città del Vaticano, è normalmente aperta al pubblico e soggetta ai poteri di polizia delle autorità italiane, le quali si arrestano ai piedi della scalinata della Basilica, astenendosi dal montare ed accedere alla detta Basilica (salvo che siano invitate ad intervenire dall'autorità vaticana competente). Durante le funzioni religiose che sottraggono temporaneamente la piazza di San Pietro al libero transito del pubblico, le autorità italiane devono ritirarsi oltre le linee esterne del colonnato berniniano e del loro prolungamento.
La mappa allegata ai Patti Lateranensi, in scala 1:5000, non è chiara in alcuni punti: per tale motivo venne costituita una commissione bilaterale italo-vaticana per verificare puntualmente i confini tra i due stati, tuttavia dopo quattro anni di lavori le conclusioni non vennero più ratificate, per cui in alcuni casi si sono consolidate le consuetudini.

## Delimitazione
Il confine segue le Mura Leonine fino a poco prima del colonnato di piazza San Pietro, dove una piccola parte di territorio italiano, chiamato anche Ricciolo d'Italia, si insinua nel territorio del Vaticano, separandolo in due parti, proprio dietro il braccio destro del colonnato - guardando la basilica - poi segue il resto del colonnato di destra piazza San Pietro e la delimitazione tra piazza San Pietro e piazza Pio XII. La linea esatta è segnata sul suolo da una linea curva di travertino. Recentemente, più che altro per motivi di sicurezza, sono stati disposti dei plinti collegati da catene che consentono il passaggio solo in due punti precisi e presidiati da guardie. Il confine prosegue seguendo il bordo esterno del colonnato berniniano di sinistra, fino alla sacrestia della basilica di San Pietro, e prosegue dividendo l'Aula Paolo VI tra i due Stati (poltrone in Italia ma in zona extraterritoriale a favore della Santa Sede, palco in Vaticano). Il confine statale, stranamente, non risulta segnato sul pavimento dell'Aula e segue un percorso a zig-zag.
Piazza San Pietro è controllata, per lo più, dalla Polizia di Stato italiana, ma talvolta anche dalla Gendarmeria, mentre gli altri accessi sono controllati, internamente, dal Corpo della Gendarmeria (attraversamenti di frontiera: Porta del Perugino, Cancello Petriano) e dalle Guardia svizzera pontificia (attraversamenti di frontiera: Porta Sant'Anna, Ingresso del Petriano) mentre, esternamente, dall'Ispettorato di pubblica sicurezza "Vaticano".

## Immagini punti di accesso (aperti o chiusi) tra Italia e Città del Vaticano

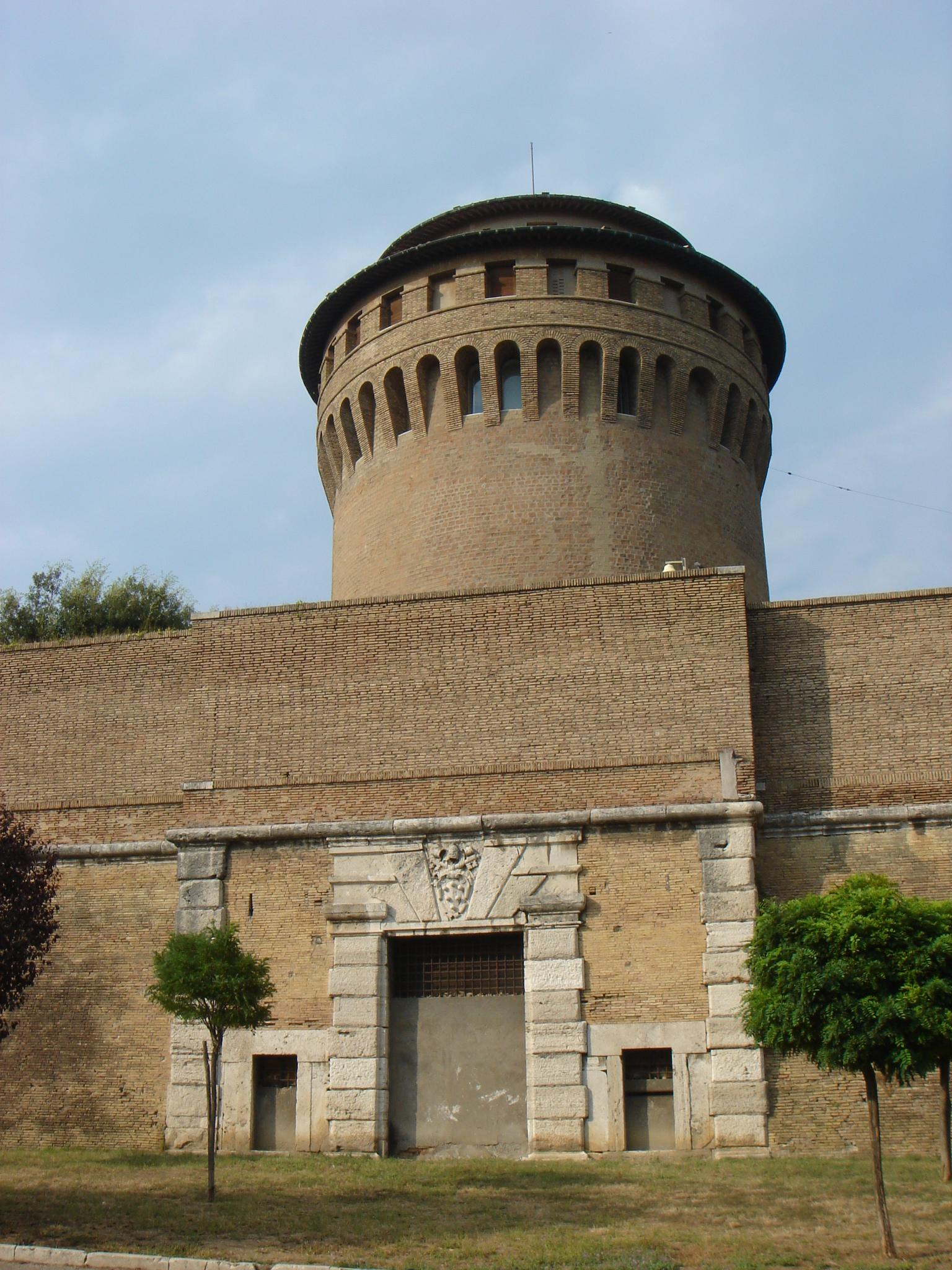
Porta Pertusa
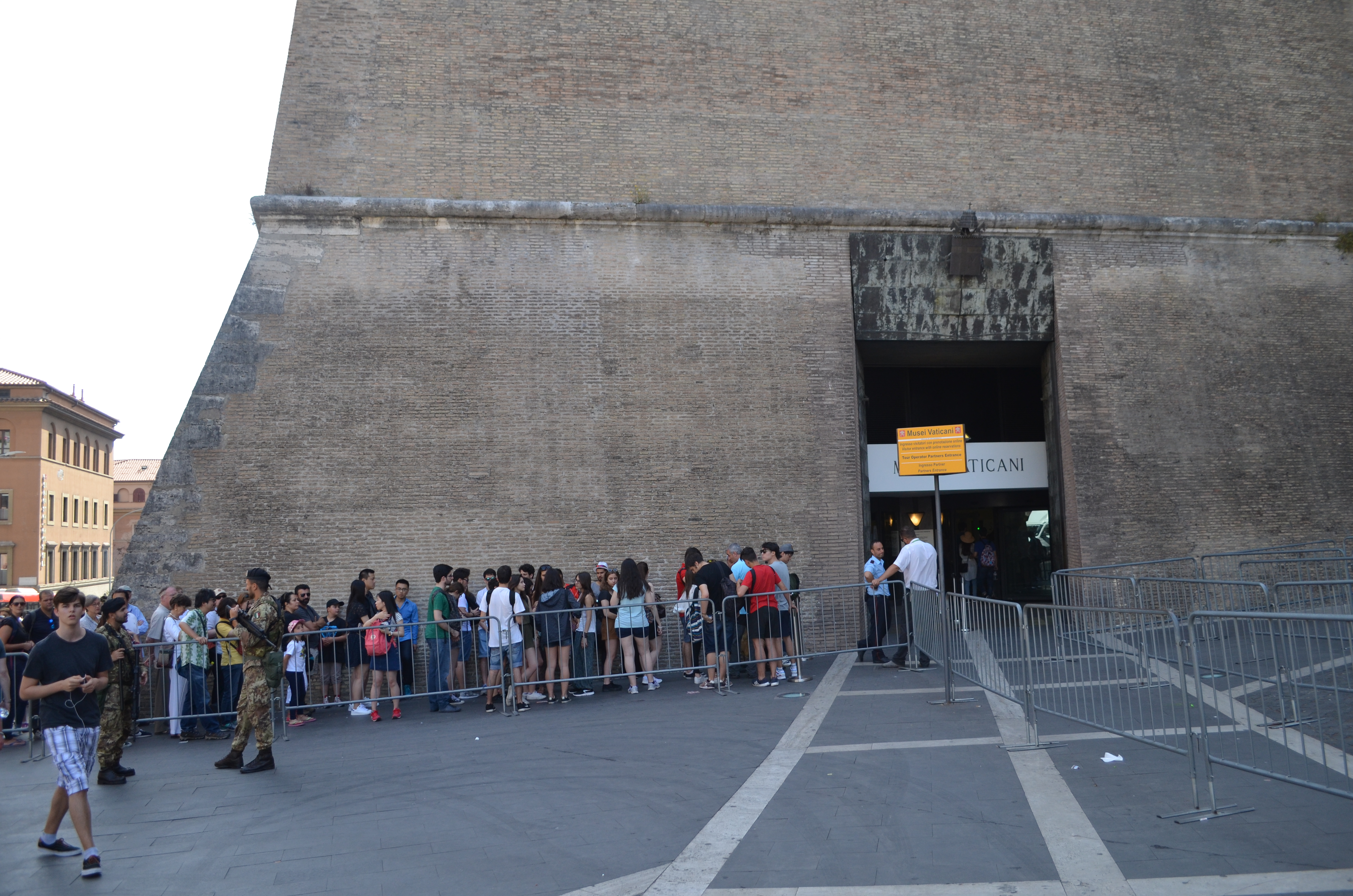
Entrata dei Musei Vaticani
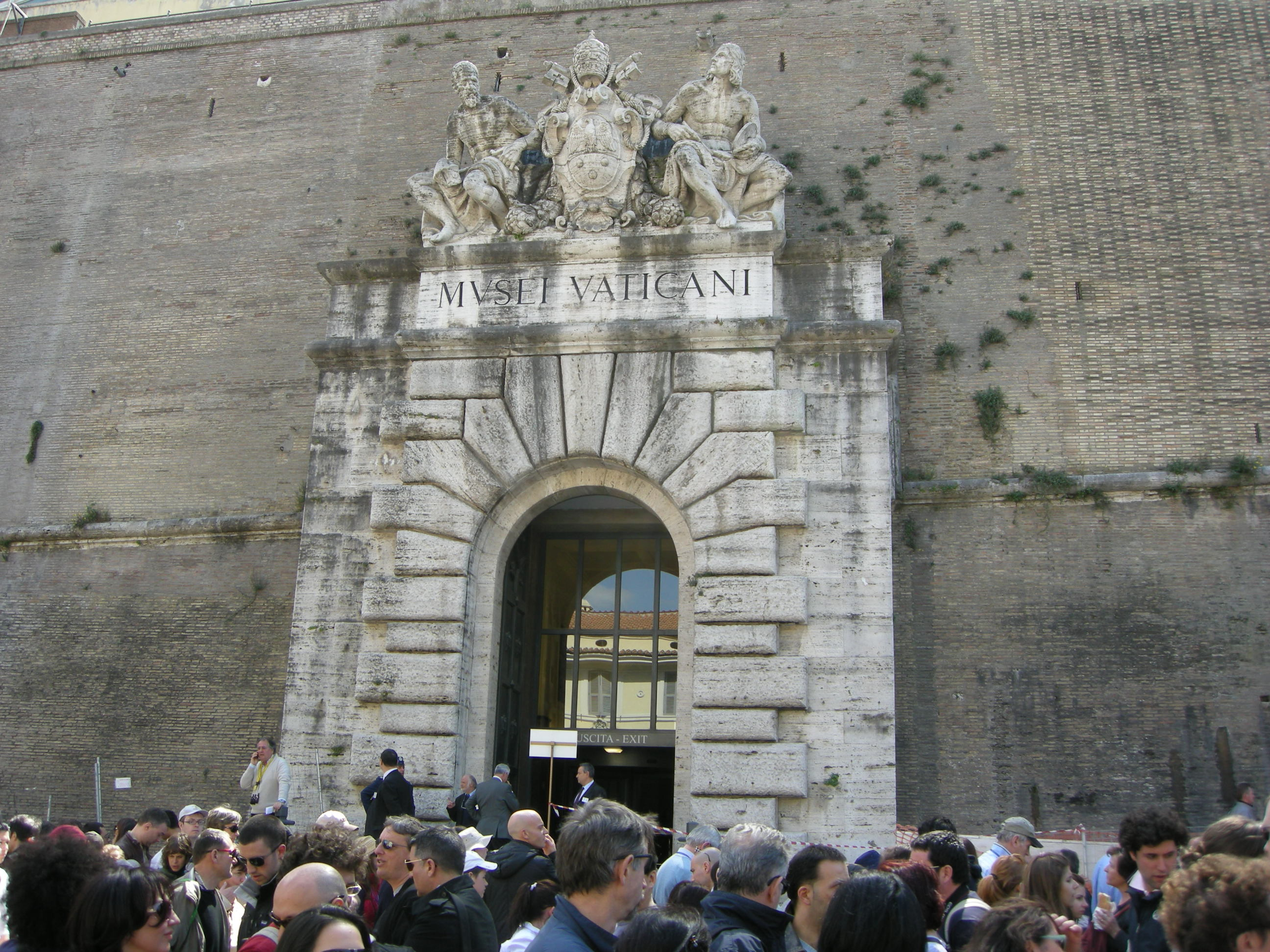
Uscita dei Musei Vaticani
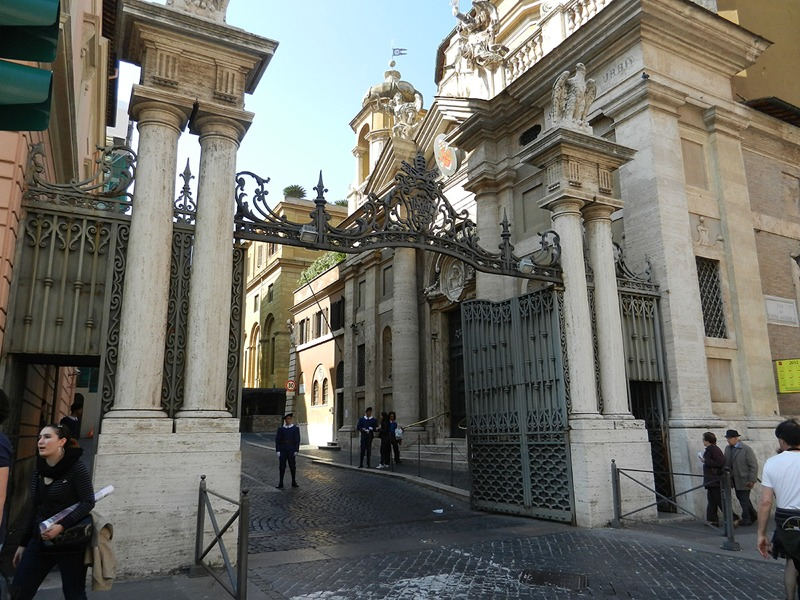
Porta Sant'Anna, custodito dalla Guardia svizzera pontificia
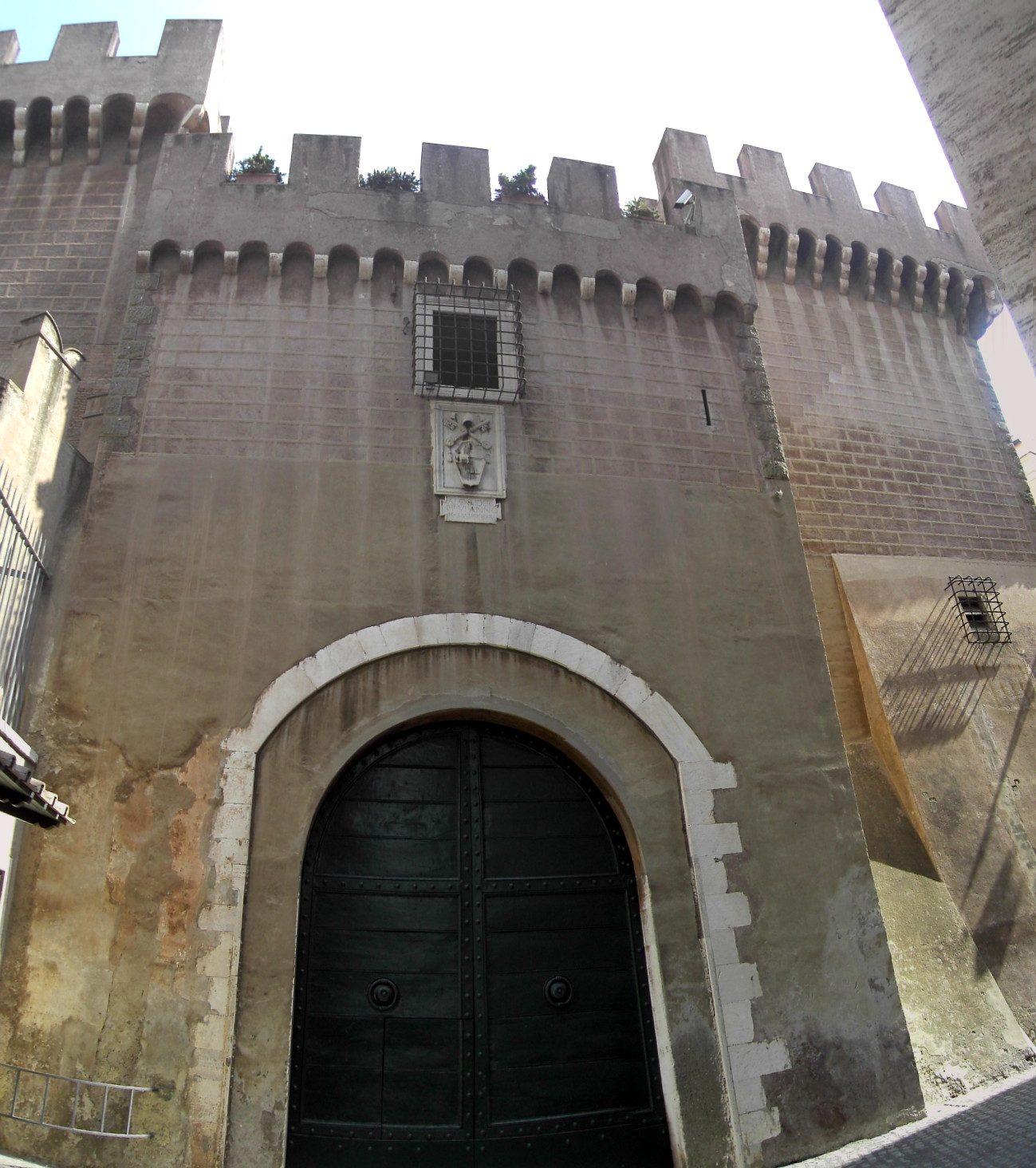
Porta San Pellegrino
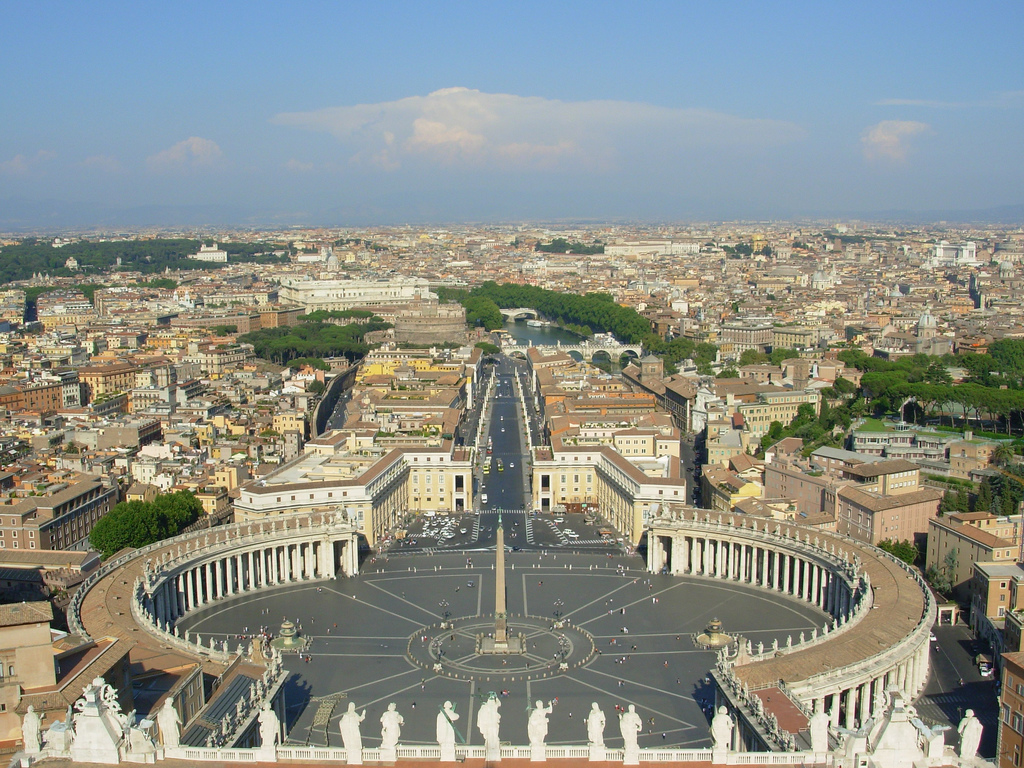
Piazza San Pietro
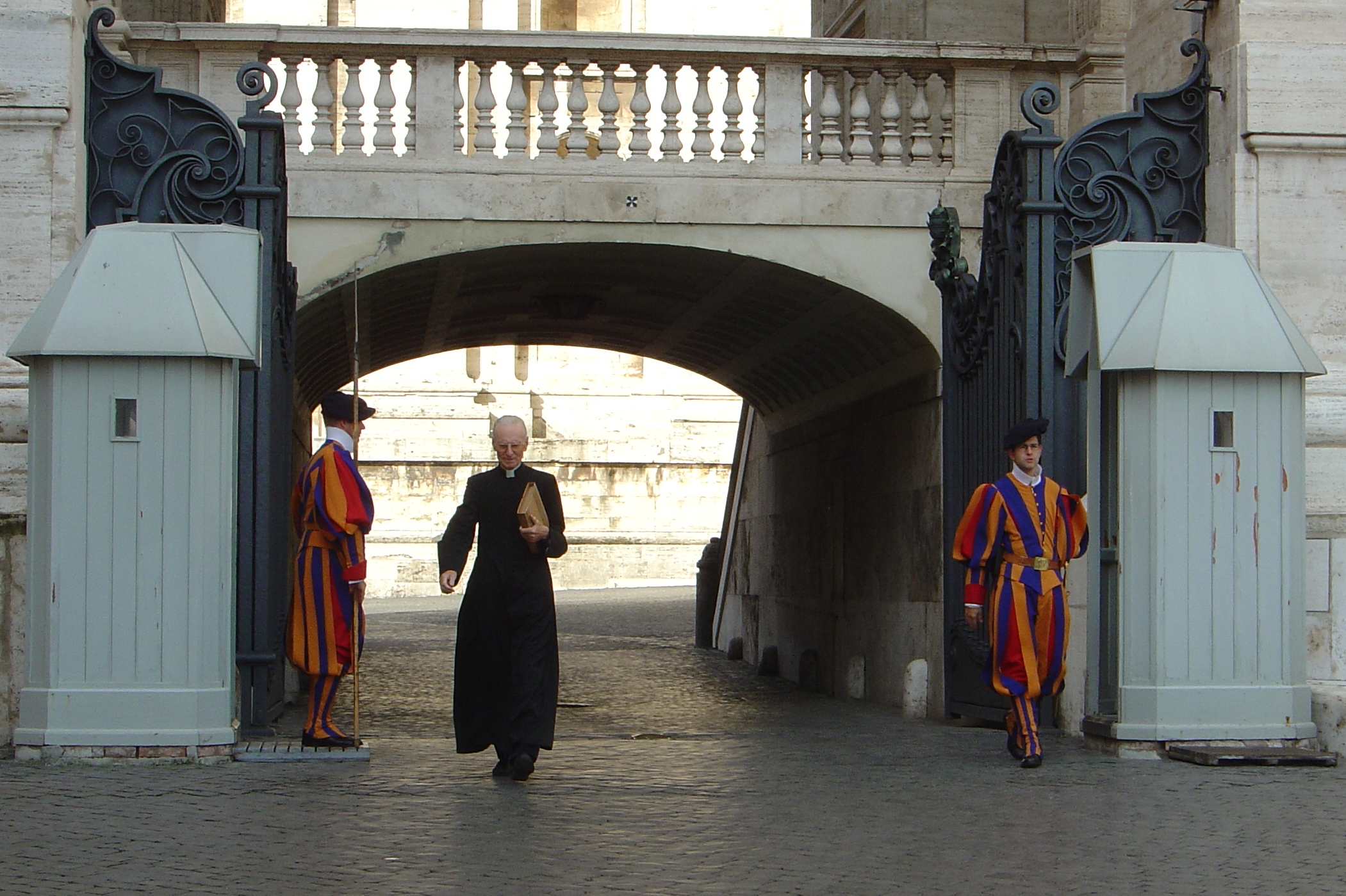
Arco delle Campane, custodito dalla Guardia svizzera pontificia
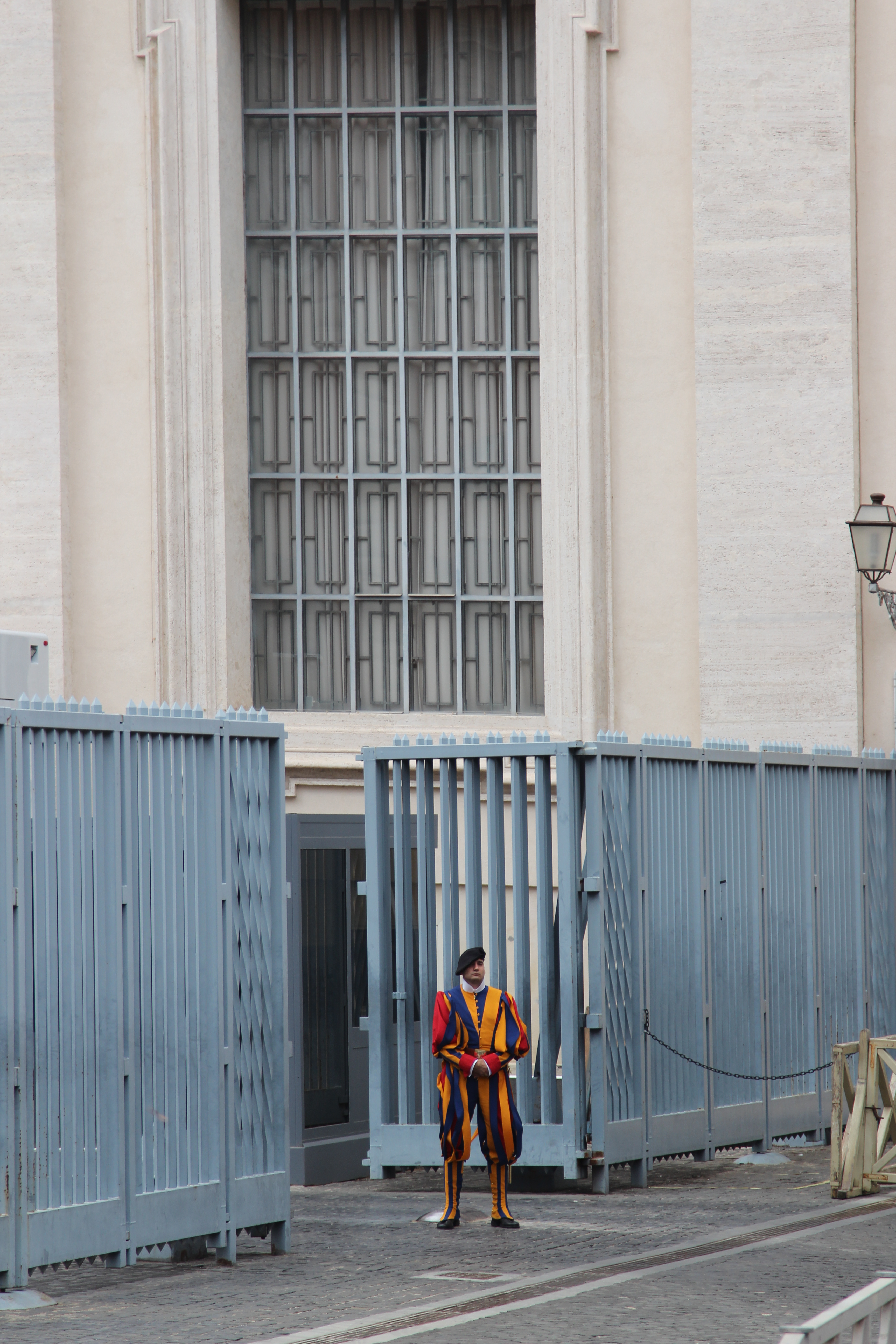
Ingresso del Petriano, custodito dalla Guardia svizzera pontificia
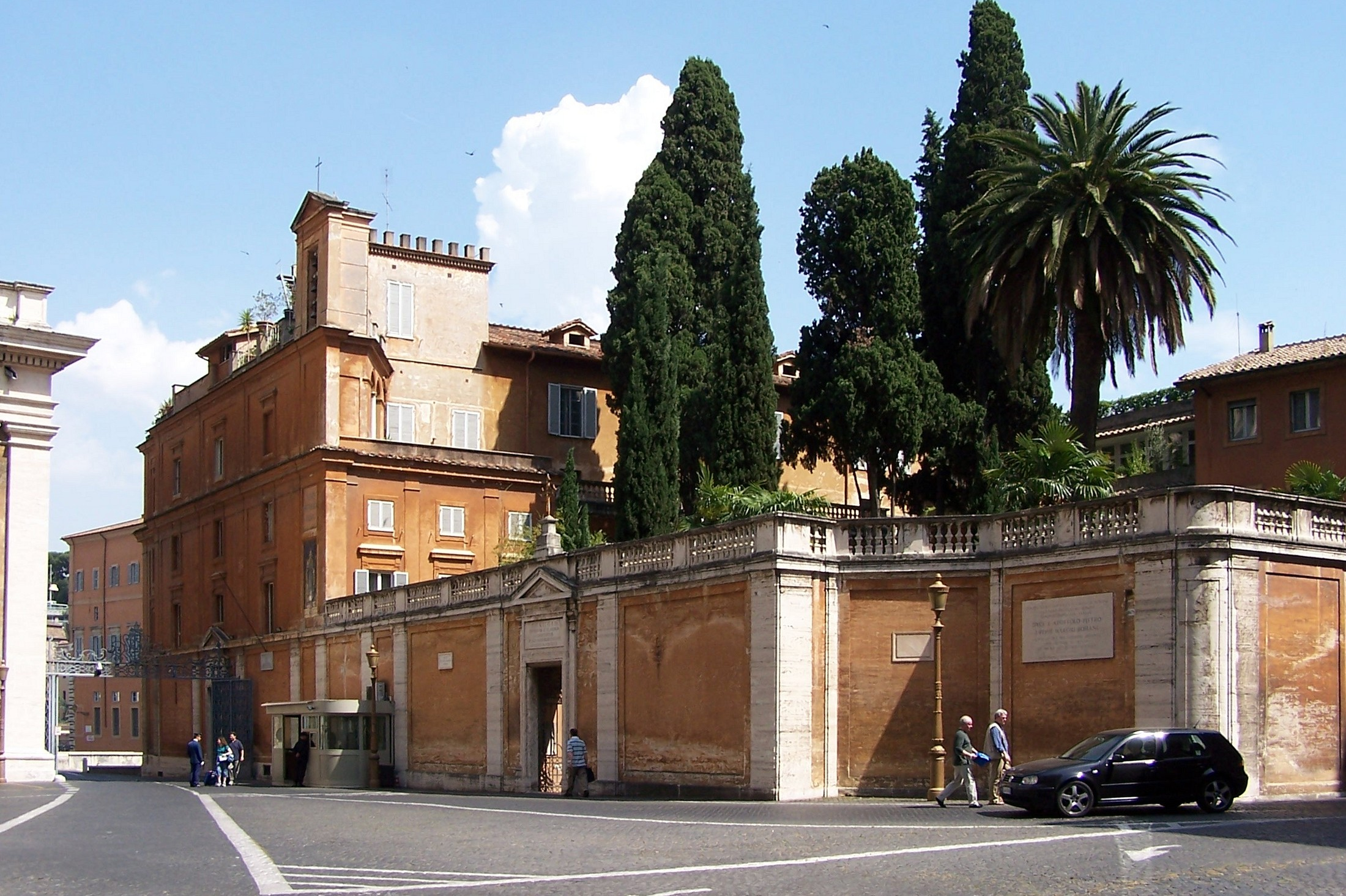
Confine tra il Collegio e Cimitero Teutonico, custodito dal Corpo della Gendarmeria (Cancello Petriano)
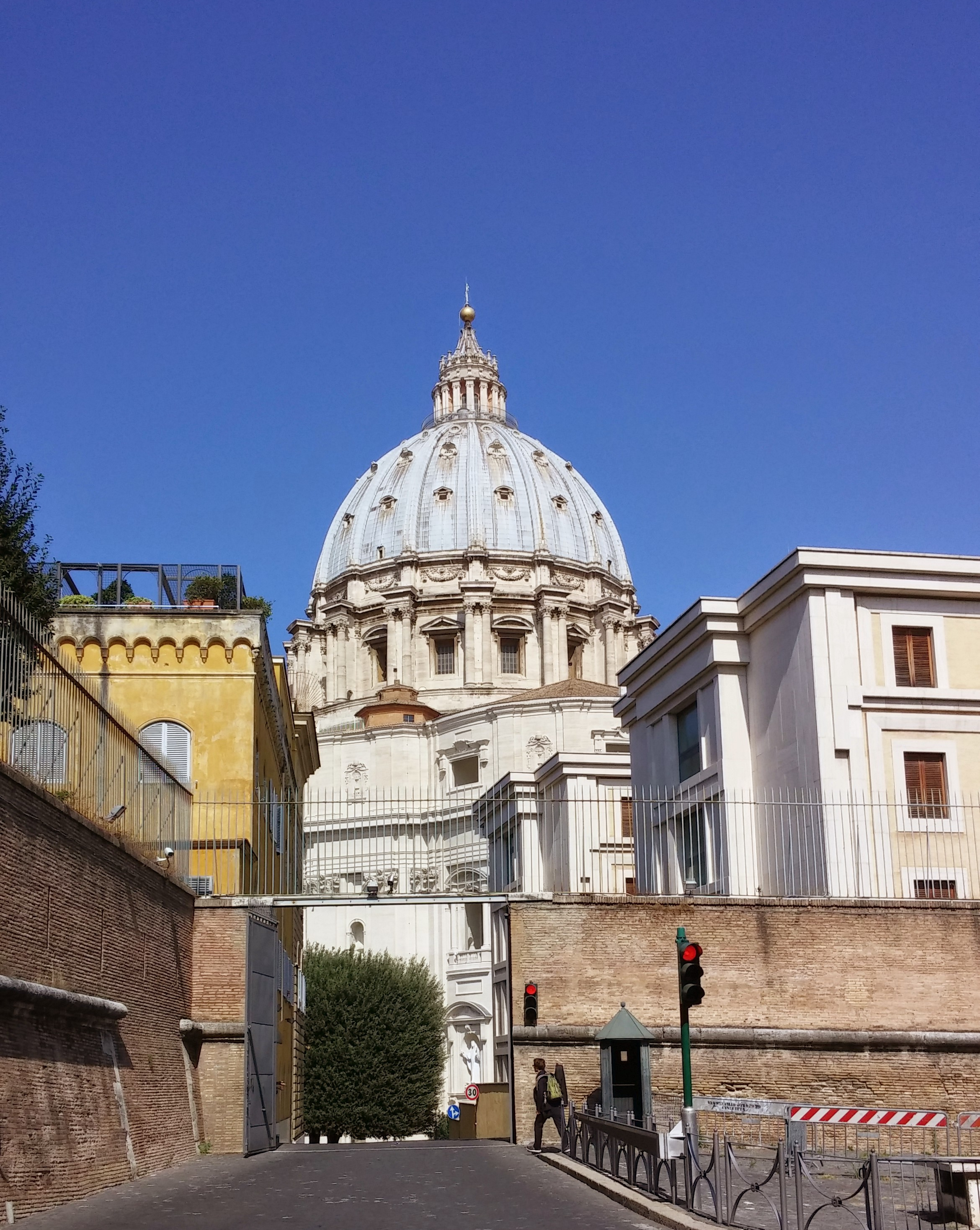
Porta del Perugino, custodito dal Corpo della Gendarmeria
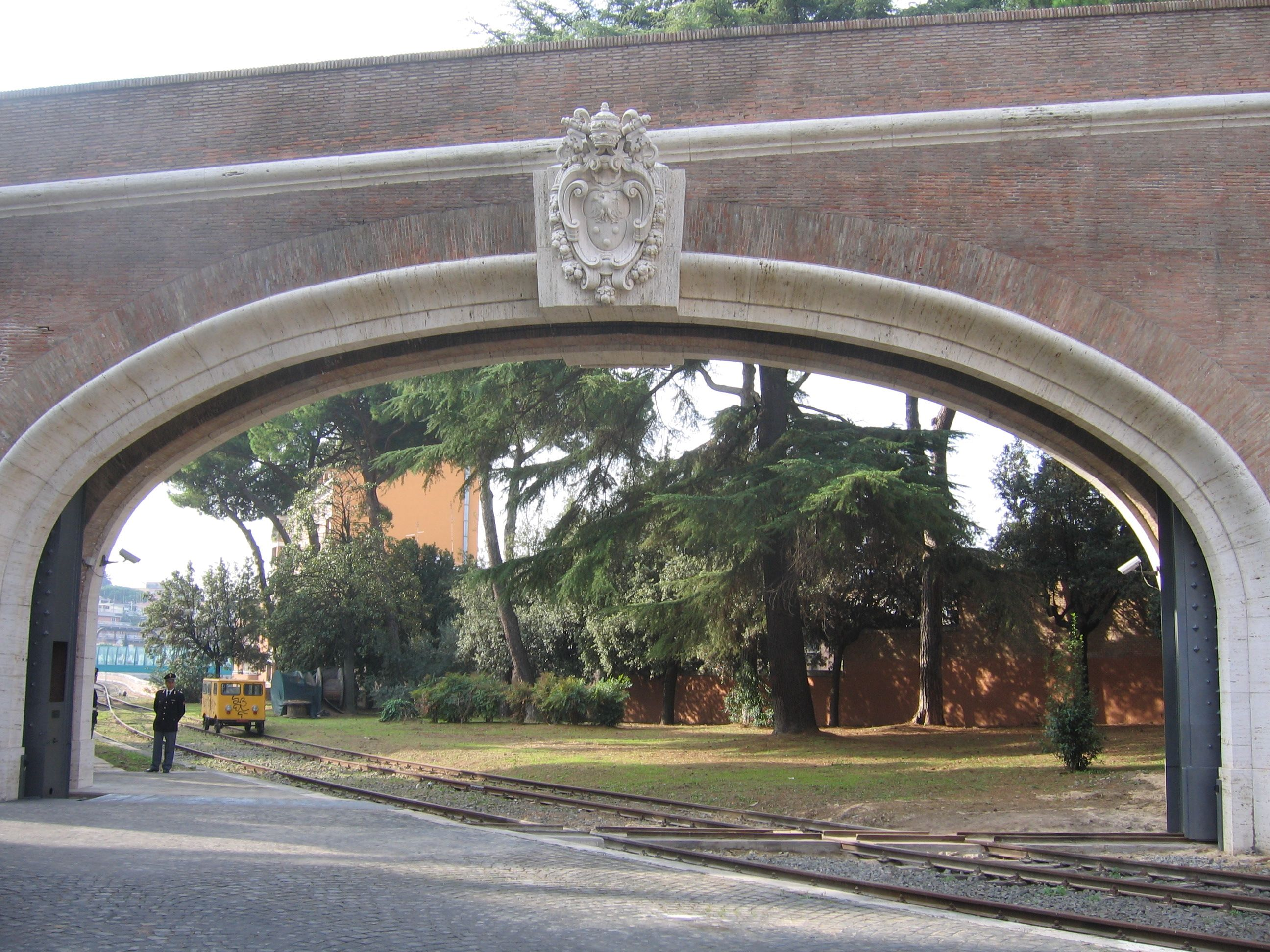
Confine sulle Mura Leonine sulla Ferrovia Vaticana